# 950
950 (CML) fue un año común comenzado en martes del calendario juliano, en vigor en aquella fecha.
Es el año 950 del primer milenio, el año 50 del siglo X y el primer año de la década de 950.

## Acontecimientos
- 22 de marzo - España: El califa Abd al-Rahman III ordena ejecutar a Abu Abd Allah Ibn Abd al-Barr por haber intervenido en una conspiración contra él.
- Constantino Porfirogénito escribe sobre la situación de los pechenegos y otros pueblos cercanos al Imperio bizantino.
- El Imperio Tu'i Tonga es establecido.

## Nacimientos
- Erik el Rojo, colonizador y jarl de Groenlandia.

## Fallecimientos
- Suñer I, conde de Barcelona, ya retirado.